# Guisy
Guisy est une commune française située dans le département du Pas-de-Calais, en région Hauts-de-France. Ses habitants sont appelés les Guisitiens.
La commune fait partie de la communauté de communes des 7 Vallées qui regroupe 66 communes et compte 29 425 habitants en 2022.

## Géographie

### Localisation
Localisée dans le sud-ouest du département du Pas-de-Calais, dans les « paysages montreuillois », Guisy est une commune de la vallée de la Canche limitrophe, au nord-est, de la commune d'Hesdin-la-Forêt (aire d'attraction) et située, à vol d'oiseau, à 19 km au sud-est  de la commune de Montreuil-sur-Mer (chef-lieu d'arrondissement).
Le territoire de la commune est limitrophe de ceux de quatre communes.
Les communes limitrophes sont  Aubin-Saint-Vaast, Bouin-Plumoison, Hesdin-la-Forêt et Marconnelle.

### Géologie et relief
La superficie de la commune est de 1,16 km2 ; son altitude varie de 20  à   80 mètres.

### Hydrographie
La commune, située dans le bassin Artois-Picardie, est traversée par la Canche, un cours d'eau naturel de 100,22 km, qui prend sa source dans la commune de Gouy-en-Ternois et se jette dans la Manche entre Étaples et Le Touquet-Paris-Plage, et par le Musiville, cours d'eau naturel non navigable de 1,54 km, qui prend sa source dans la commune de Marconnelle et se jette dans la Canche au niveau de la commune.

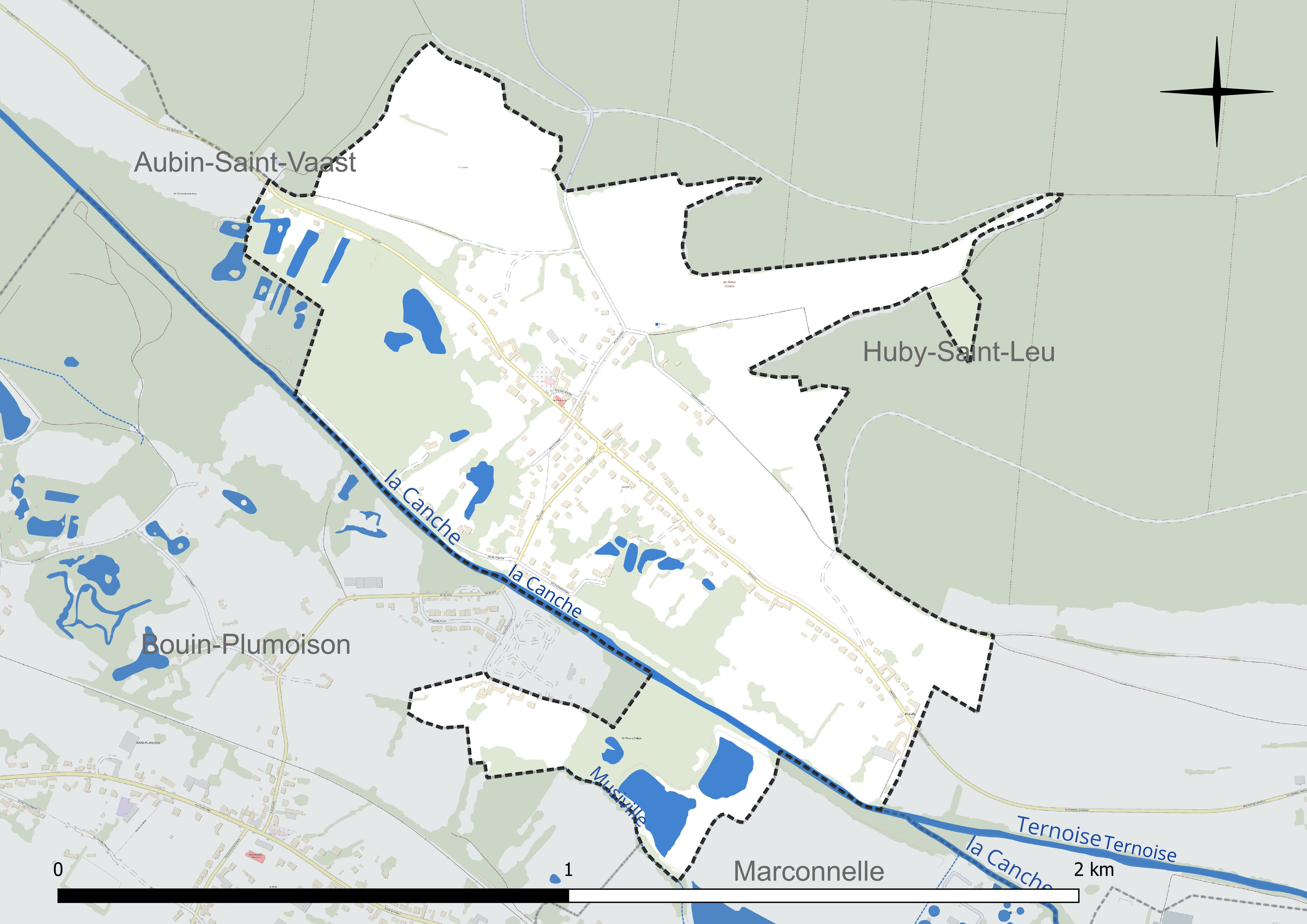
Réseau hydrographique de Guisy.

### Climat
Pour des articles plus généraux, voir Climat des Hauts-de-France et Climat du Pas-de-Calais.
En 2010, le climat de la commune est de type climat océanique altéré, selon une étude du CNRS s'appuyant sur une série de données couvrant la période 1971-2000. En 2020, Météo-France publie une typologie des climats de la France métropolitaine dans laquelle la commune est exposée à un climat océanique et est dans la région climatique Côtes de la Manche orientale, caractérisée par un faible ensoleillement (1 550 h/an) ; forte humidité de l’air (plus de 20 h/jour avec humidité relative > 80 % en hiver), vents forts fréquents.
Pour la période 1971-2000, la température annuelle moyenne est de 10,6 °C, avec une amplitude thermique annuelle de 13,3 °C. Le cumul annuel moyen de précipitations est de 778 mm, avec 12,6 jours de précipitations en janvier et 8,5 jours en juillet. Pour la période 1991-2020, la température moyenne annuelle observée sur la station météorologique la plus proche, située sur la commune de Humières à 15 km à vol d'oiseau, est de 10,9 °C et le cumul annuel moyen de précipitations est de 856,9 mm,. Pour l'avenir, les paramètres climatiques de la commune estimés pour 2050 selon différents scénarios d'émission de gaz à effet de serre sont consultables sur un site dédié publié par Météo-France en novembre 2022.

### Paysages
Pour un article plus général, voir Paysage en France.
La commune est située à la jonction de deux paysages tel qu’ils sont définis dans l’atlas des paysages de la région Nord-Pas-de-Calais, conçu par la direction régionale de l'Environnement, de l'Aménagement et du Logement (DREAL), : 
- les « paysages montreuillois » qui concerne 98 communes, se délimitent : à l’Ouest par des falaises qui, avec le recul de la mer, ont donné naissance aux bas-champs ourlées de dunes ; au Nord par la boutonnière du Boulonnais ; au sud par le vaste plateau formé par la vallée de l’Authie, et à l’Est par les paysages du Ternois et de Haut-Artois. Ce paysage régional, avec, dans son axe central, la vallée de la Canche et ses nombreux affluents comme la Course, la Créquoise, la Planquette…, offre une alternance de vallées et de plateaux, appelée « ondulations montreuilloises ». Dans ce paysage, et plus particulièrement sur les plateaux, on cultive la betterave sucrière, le blé et le maïs, et les plateaux entre la Ternoise et la Créquoise sont couverts de vastes massifs forestiers comme la forêt d'Hesdin, les bois de Fressin, Sains-lès-Fressin, Créquy…[13] ;
- les « paysages du Ternois » qui concernent 138 communes avec trois pôles d’attraction que sont Hesdin à l'ouest, Saint-Pol-sur-Ternoise à l’est et, dans une moindre mesure, Frévent en lisière sud, sont délimités par deux cours d’eau : la Canche au Sud et la Ternoise au Nord. Ces paysages sont composés de plateaux, de vallées et de bocages. Les plateaux du Ternois montrent une structure tabulaire assez plane et une altitude assez régulière avec des points culminants entre 150  à   160 m.

Le territoire d’une vingtaine de kilomètres du Nord au Sud et d’Est en Ouest, est traversé par la D 939 reliant Saint-Pol-sur-Ternoise à Hesdin, par la D 912 entre Saint-Pol-sur-Ternoise et Frévent et par la ligne ferroviaire de Saint-Pol-sur-Ternoise à Étaples dans la vallée de la Canche. La position excentrée, en l’absence de grands axes autoroutiers ou ferrés structurants, a permis au Ternois de conserver un caractère rural et une certaine qualité de paysage.
Au niveau de l’occupation des sols, les surfaces cultivées sont omniprésentes sur les plateaux, avec majoritairement la culture de la betterave et de la pomme de terre, et représentent près de 72 % de la surface totale de ces paysages du Ternois, les espaces artificialisés, cantonnés dans les fonds de vallée, représentent 13 % et les surfaces boisées, présentes dans les deux principales vallées de la Ternoise et de la Canche, ne représentent que 6 %.

### Milieux naturels et biodiversité

#### Espace protégé et géré
La protection réglementaire est le mode d’intervention le plus fort pour préserver des espaces naturels remarquables et leur biodiversité associée.
Dans ce cadre, on trouve sur le territoire de la commune un terrain géré (location, convention de gestion) par le Conservatoire d'espaces naturels des Hauts-de-France : le marais de Guisy, d'une superficie de 13,201 ha.

#### Zones naturelles d'intérêt écologique, faunistique et floristique
L’inventaire des zones naturelles d'intérêt écologique, faunistique et floristique (ZNIEFF) a pour objectif de réaliser une couverture des zones les plus intéressantes sur le plan écologique, essentiellement dans la perspective d’améliorer la connaissance du patrimoine naturel national et de fournir aux différents décideurs un outil d’aide à la prise en compte de l’environnement dans l’aménagement du territoire.
Le territoire communal comprend une ZNIEFF de type 1 : la forêt domaniale d'Hesdin et ses lisières. Elle est située dans le Ternois et s’étend sur le plateau de l’Aa et sur le rebord sud d’un glacis incliné vers la dépression synclinale de la Canche.
et une ZNIEFF de type 2 : la basse vallée de la Canche et ses versants en aval d’Hesdin. Cette zone humide recelant des marais tourbeux, s'étend d'Étaples à Hesdin sur une superficie de 12 059 ha.

Carte des ZNIEFF de type 1 et 2 sur la commune
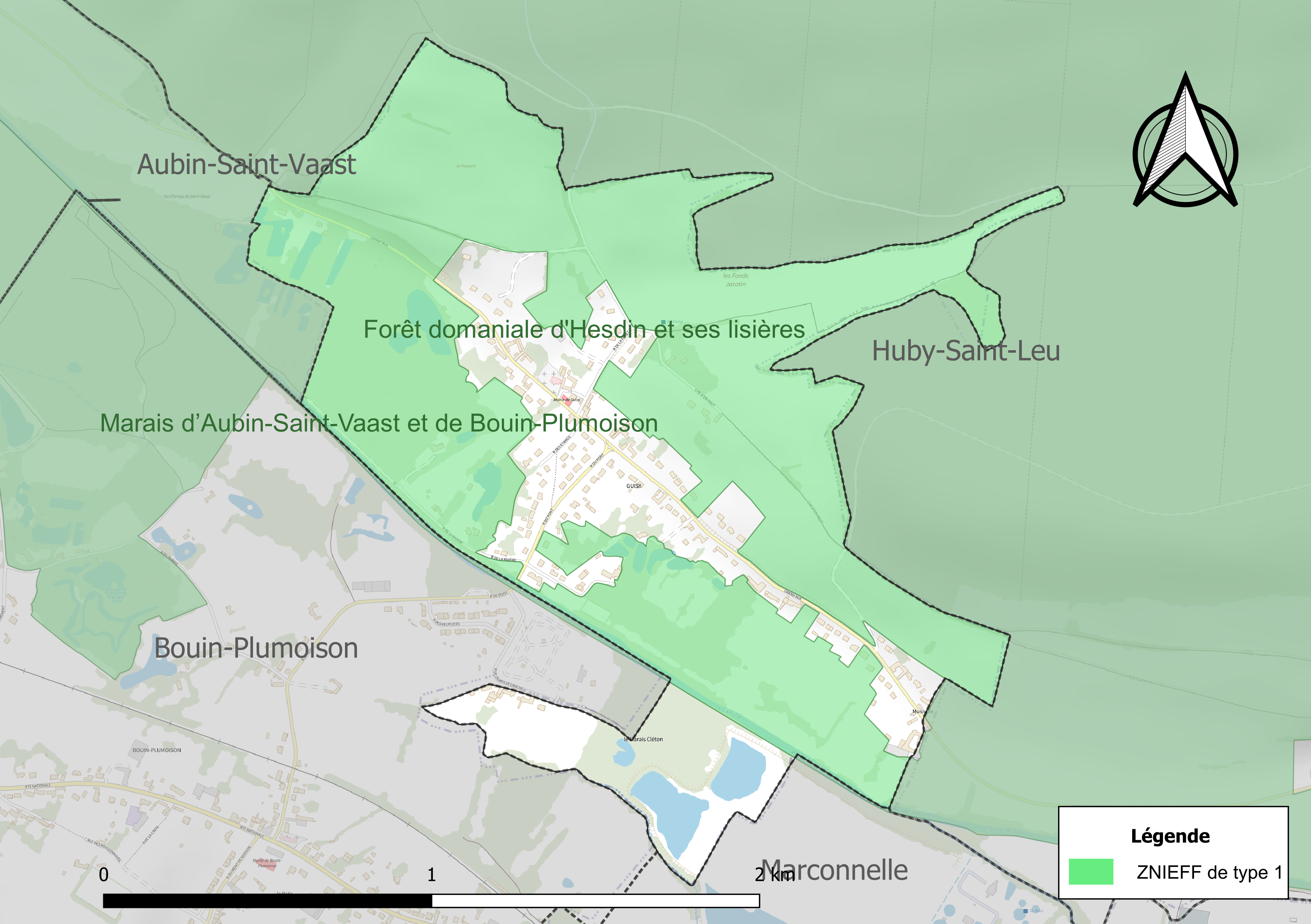
Carte de la ZNIEFF de type 1 sur la commune.
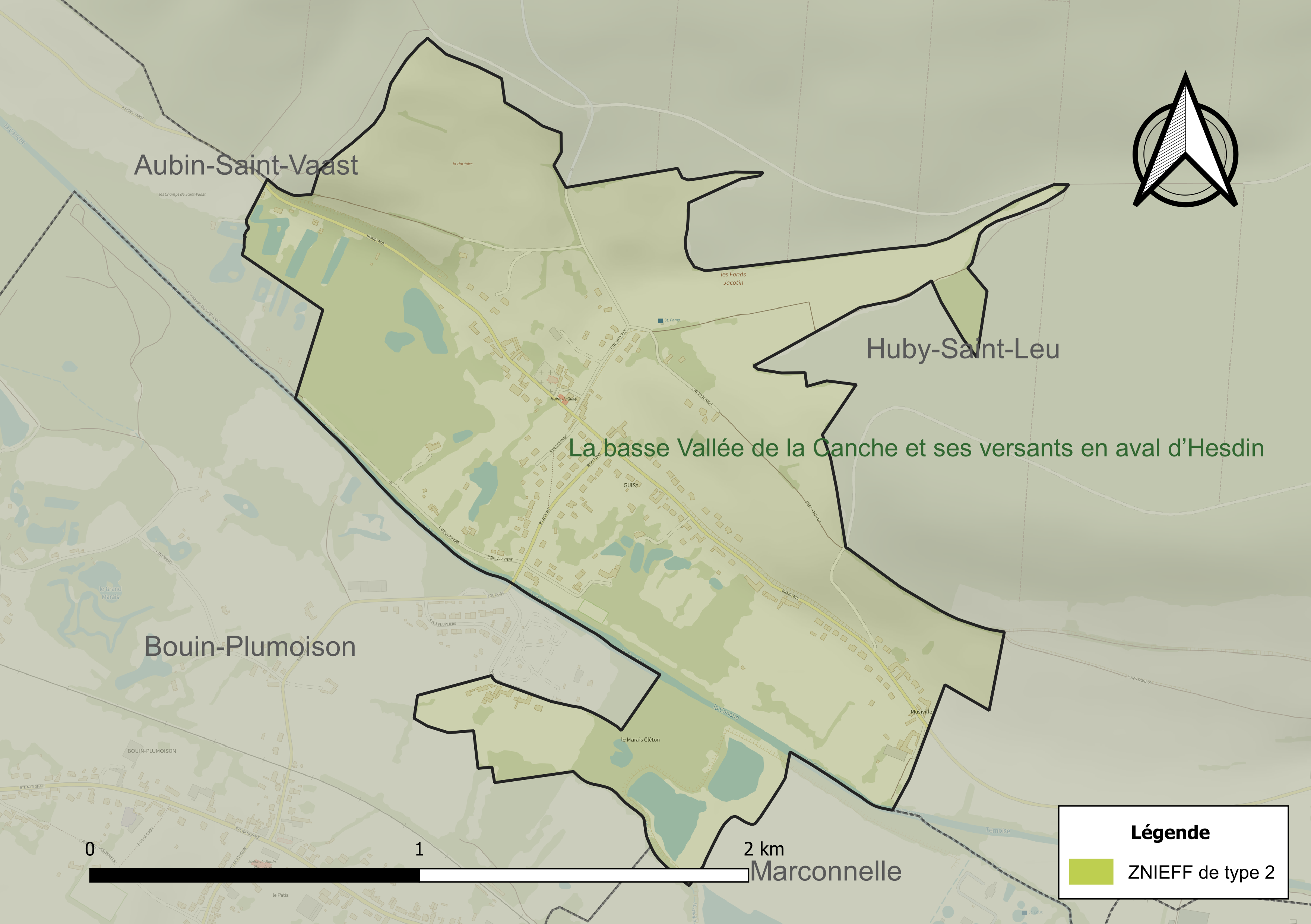
Carte de la ZNIEFF de type 2 sur la commune.

#### Espèces faunistiques et floristiques
Le site de l’Inventaire national du patrimoine naturel (INPN) recense plusieurs espèces faunistiques et floristiques sur le territoire de la commune dont certaines sont protégées et d’autres menacées et quasi-menacées.

## Urbanisme

### Typologie
Au 1er janvier 2024, Guisy est catégorisée petite ville, selon la nouvelle grille communale de densité à sept niveaux définie par l'Insee en 2022.
Elle appartient à l'unité urbaine de Hesdin, une agglomération intra-départementale regroupant huit  communes, dont elle est une commune de la banlieue,,. Par ailleurs la commune fait partie de l'aire d'attraction d'Hesdin, dont elle est une commune du pôle principal,. Cette aire, qui regroupe 28 communes, est catégorisée dans les aires de moins de 50 000 habitants,.

### Occupation des sols
L'occupation des sols de la commune, telle qu'elle ressort de la base de données européenne d’occupation biophysique des sols Corine Land Cover (CLC), est marquée par l'importance des territoires agricoles (72,4 % en 2018), une proportion identique à celle de 1990 (72,4 %). La répartition détaillée en 2018 est la suivante : 
terres arables (55,5 %), prairies (17 %), forêts (14,2 %), zones urbanisées (13,4 %). L'évolution de l’occupation des sols de la commune et de ses infrastructures peut être observée sur les différentes représentations cartographiques du territoire : la carte de Cassini (XVIIIe siècle), la carte d'état-major (1820-1866) et les cartes ou photos aériennes de l'IGN pour la période actuelle (1950 à aujourd'hui).

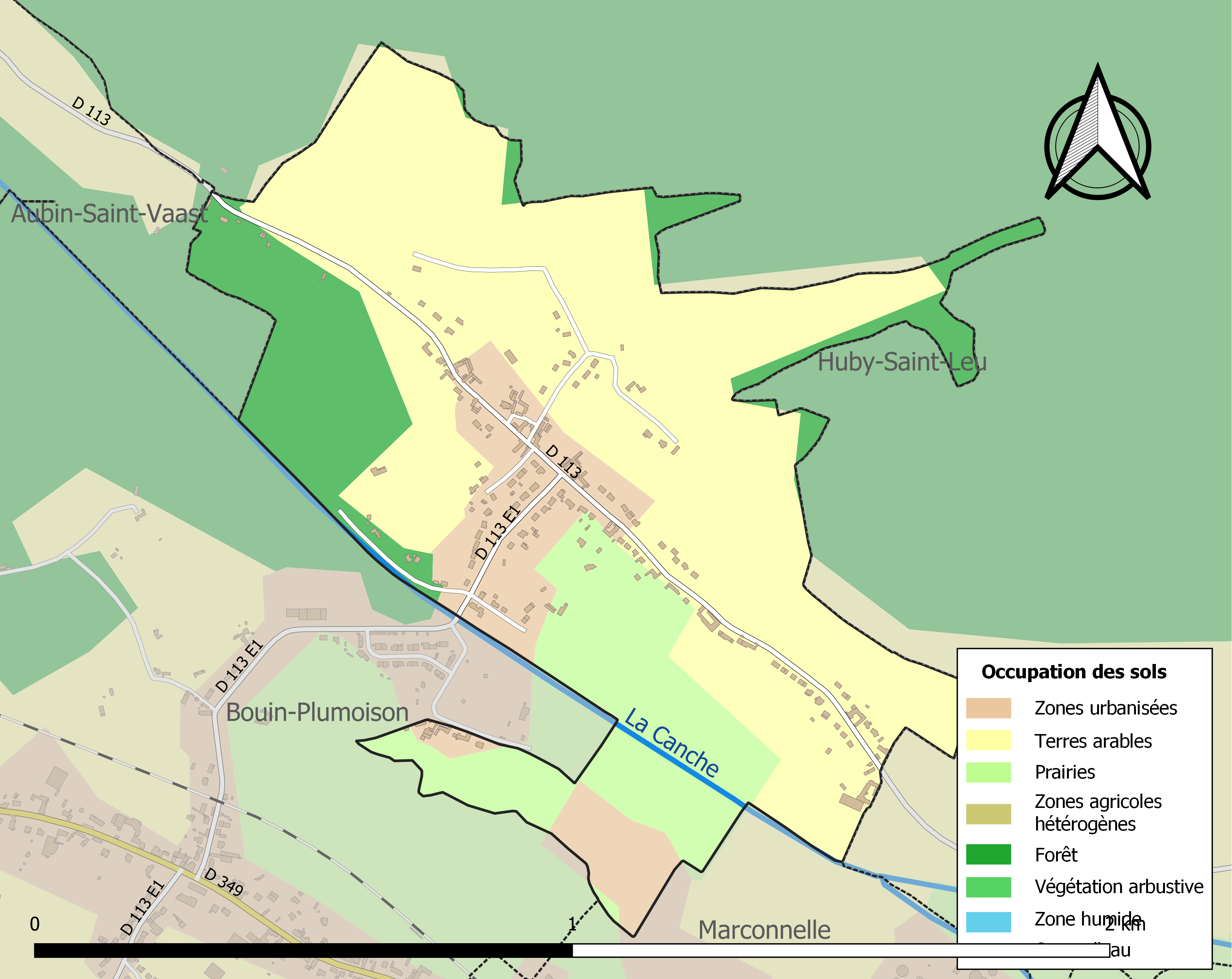
Carte des infrastructures et de l'occupation des sols de la commune en 2018 (CLC).

### Voies de communication et transports

#### Voies de communication
La commune est desservie par la route départementale D 113.

#### Transport ferroviaire
La commune se trouve à 3 km au nord-ouest de la gare d'Hesdin, située sur la ligne de Saint-Pol-sur-Ternoise à Étaples, desservie par des trains TER Hauts-de-France.

## Toponymie
Le nom de la localité est attesté sous les formes Ghisi en 1154 (Gall. christ., t. X, instr., col. 315), Guissi en 1303 (ch. d’Art., A. 190), Guysia en 1315 (cart. de Saint-Saulve, t. II, no 63), Guisi en 1355 (mon de Mailly, t. II, pr., no 124), Ghiesi en 1371 (ch. d’Art., no 121), Guysy au XIVe siècle (Arch. nat., p. 137, fo 97 ro ), Guissy en 1469 (Arch. nat., J. 1003, fo 18 ro ); Guisy en 1793 ; Guizy et Guisy depuis 1801.

## Politique et administration

### Découpage territorial
La commune se trouve dans l'arrondissement de Montreuil du département du Pas-de-Calais, depuis 1801.

#### Commune et intercommunalités
La commune est membre de la communauté de communes des 7 Vallées.

#### Circonscriptions administratives
La commune est rattachée au canton d'Auxi-le-Château. Avant le redécoupage cantonal de 2014, elle était, depuis 1801, rattachée au canton de Hesdin.

#### Circonscriptions électorales
Pour l'élection des députés, la commune fait partie de la quatrième circonscription du Pas-de-Calais.

### Élections municipales et communautaires

#### Liste des maires
| Période   | Période                    | Identité                 | Étiquette | Qualité                                                                              |
| --------- | -------------------------- | ------------------------ | --------- | ------------------------------------------------------------------------------------ |
| 1800      | 1803                       | Célestin Parmentier      |           |                                                                                      |
| 1803      | 1817                       | Pierre Liévin Parmentier |           |                                                                                      |
| 1817      | 1843                       | Hypolite Petit           |           |                                                                                      |
| 1843      | 1852                       | François Joseph Lagache  |           |                                                                                      |
| 1852      | 1857                       | Aimable Lagache          |           |                                                                                      |
| 1857      | 1871                       | Eugène Parmentier        |           |                                                                                      |
| 1871      | 1871                       | François Deneuville      |           |                                                                                      |
| 1871      | 1875                       | Antoine Joseph Lagache   |           |                                                                                      |
| 1875      | 1877                       | Charles Louis Jacmaire   |           |                                                                                      |
| 1877      | 1881                       | François Désiré Lagache  |           |                                                                                      |
| 1881      | 1900                       | Augustin Lahutte         |           |                                                                                      |
| 1900      | 1908                       | François Lagache         |           |                                                                                      |
| 1908      | 1917                       | Emile Joseph Lagache     |           |                                                                                      |
| 1917      | 1931                       | Louis Euphrète Plé       |           |                                                                                      |
| 1931      | 1951                       | Emile Lagache            |           |                                                                                      |
| 1951      | 1965                       | René Sagot               |           |                                                                                      |
| 1965      | 1971                       | Louis Cailleux           |           |                                                                                      |
| 1971      | 1971                       | François Tellier         |           |                                                                                      |
| 1971      | 1975                       | Marc Boulard             |           |                                                                                      |
| 1975      | 2008                       | Jacques Hilmoine         |           |                                                                                      |
| mars 2008 | 2014                       | Étienne Meister          |           | Ancien directeur général des services de la CC de l'Hesdinois                        |
| 2014      | En cours (au 15 mars 2022) | M. Claude Collier        |           | Responsable technique service déchets aux 7 Vallées, Réélu pour le mandat 2020-2026, |

## Équipements et services publics

### Justice, sécurité, secours et défense
La commune dépend du tribunal de proximité de Montreuil-sur-Mer, du conseil de prud'hommes de Boulogne-sur-Mer, du tribunal judiciaire de Boulogne-sur-Mer, de la cour d'appel de Douai, du tribunal de commerce de Boulogne-sur-Mer, du tribunal administratif de Lille, de la cour administrative d'appel de Douai, du pôle nationalité du tribunal judiciaire de Boulogne-sur-Mer et du tribunal pour enfants de Boulogne-sur-Mer.

## Population et société

### Démographie
Les habitants de la commune sont appelés les Guisitiens.

#### Évolution démographique
L'évolution du nombre d'habitants est connue à travers les recensements de la population effectués dans la commune depuis 1793. Pour les communes de moins de 10 000 habitants, une enquête de recensement portant sur toute la population est réalisée tous les cinq ans, les populations de référence des années intermédiaires étant quant à elles estimées par interpolation ou extrapolation. Pour la commune, le premier recensement exhaustif entrant dans le cadre du nouveau dispositif a été réalisé en 2004.

En 2022, la commune comptait 273 habitants, en évolution de +1,87 % par rapport à 2016 (Pas-de-Calais : −0,72 %, France hors Mayotte : +2,11 %).
| 1793 | 1800 | 1806 | 1821 | 1831 | 1836 | 1841 | 1846 | 1851 |
| ---- | ---- | ---- | ---- | ---- | ---- | ---- | ---- | ---- |
| 183  | 244  | 204  | 219  | 212  | 202  | 177  | 246  | 193  |

| 1856 | 1861 | 1866 | 1872 | 1876 | 1881 | 1886 | 1891 | 1896 |
| ---- | ---- | ---- | ---- | ---- | ---- | ---- | ---- | ---- |
| 210  | 200  | 179  | 172  | 198  | 187  | 169  | 155  | 156  |

| 1901 | 1906 | 1911 | 1921 | 1926 | 1931 | 1936 | 1946 | 1954 |
| ---- | ---- | ---- | ---- | ---- | ---- | ---- | ---- | ---- |
| 145  | 156  | 130  | 114  | 121  | 123  | 110  | 113  | 107  |

| 1962 | 1968 | 1975 | 1982 | 1990 | 1999 | 2004 | 2006 | 2009 |
| ---- | ---- | ---- | ---- | ---- | ---- | ---- | ---- | ---- |
| 95   | 108  | 154  | 170  | 218  | 272  | 304  | 310  | 295  |

| 2014 | 2019 | 2022 | - | - | - | - | - | - |
| ---- | ---- | ---- | - | - | - | - | - | - |
| 274  | 273  | 273  | - | - | - | - | - | - |

#### Pyramide des âges
En 2018, le taux de personnes d'un âge inférieur à 30 ans s'élève à 26,4 %, soit en dessous de la moyenne départementale (36,7 %). À l'inverse, le taux de personnes d'âge supérieur à 60 ans est de 27,8 % la même année, alors qu'il est de 24,9 % au niveau départemental.
En 2018, la commune comptait 128 hommes pour 143 femmes, soit un taux de 52,77 % de femmes, légèrement supérieur au taux départemental (51,50 %).
Les pyramides des âges de la commune et du département s'établissent comme suit.
| Hommes | Classe d’âge | Femmes |
| ------ | ------------ | ------ |
| 0,0    | 90 ou +      | 0,0    |
| 4,7    | 75-89 ans    | 6,3    |
| 20,9   | 60-74 ans    | 23,6   |
| 30,2   | 45-59 ans    | 22,9   |
| 20,2   | 30-44 ans    | 18,8   |
| 13,2   | 15-29 ans    | 11,8   |
| 10,9   | 0-14 ans     | 16,7   |

| Hommes | Classe d’âge | Femmes |
| ------ | ------------ | ------ |
| 0,5    | 90 ou +      | 1,6    |
| 5,6    | 75-89 ans    | 8,9    |
| 16,7   | 60-74 ans    | 18,1   |
| 20,2   | 45-59 ans    | 19,2   |
| 18,9   | 30-44 ans    | 18,1   |
| 18,2   | 15-29 ans    | 16,2   |
| 19,9   | 0-14 ans     | 17,9   |

## Culture locale et patrimoine

### Lieux et monuments
- L'église Saint-Thomas-de-Cantorbéry. Elle héberge 16 éléments patrimoniaux, répertoriés dans la base Palissy, classés ou inscrits au titre d'objet des monuments historiques, dont quatre sont classés[42].
- Le monument aux morts[43].

### Héraldique, logotype et devise
| Blason de Guisy | Blason  | Parti: au 1er d'or à la croix ancrée de gueules, au 2e de sable à l'aigle d'or. |
| Blason de Guisy | Détails | Le statut officiel du blason reste à déterminer.                                |

## Pour approfondir